# Stanley Miller
Stanley Lloyd Miller (7. březen 1930, Oakland – 20. květen 2007, National City) byl americký chemik židovského původu, který zásadním způsobem ovlivnil představy o vzniku života na Zemi. Jako první podal důkaz o možnosti vzniku organických látek z anorganických v prehistorii planety, a to standardními chemickými reakcemi. Podal ho roku 1952 za pomoci slavného experimentu, dnes obvykle zvaného Millerův–Ureyův experiment, během nějž navodil podmínky, které vládly na planetě Zemi před 3,5 miliardami let. Vycházel přitom z hypotéz Alexandra Oparina a J. B. S. Haldana. Vystudoval chemii na Kalifornské univerzitě v Berkeley.